# Лавеццини, Рино
Рино Лавеццини (итал. Rino Lavezzini; 20 февраля 1952, Фиденца, Италия) — итальянский футбольный тренер.

## Карьера
Тренером Лавеццини стал в раннем возрасте. Долгое время он работал с любительскими и юношескими командами. Постепенно ему удалось пробиться в профессиональные лиги. В 2002—2003 гг. в паре с Винченцо Торренте Лавеццини возглавлял «Дженоа». После своего ухода с должности тренер занимался с молодёжной командой клуба.
В 2004 году итальянец попробовал свои силы за рубежом. Он был назначен главным тренером литовского коллектива А лиги «Судува». Его он покинул в мае 2005 года. Позднее наставник работал с румынским «Петролулом».
Вернувшись домой Лавеццини, в основном, занимался с молодёжными командами. С апреля 2017 года он входит в тренерский штаб клуба «Алессандрия». Туда его пригласил известный итальянский специалист Джузеппе Пиллон.